# Décsi Bálint
Décsi Bálint (1809. – Ács, 1886. július 23.) református lelkész.
52 éven át volt lelkész, előbb Bőnyön, később Ácson. A Ferenc József-rend lovagja volt. Egyetlen munkája posztumusz jelent meg Győrött:
A bőnyi ev. ref. egyház története 1856-ig, irta néhai… Győr, 1890. (Kiadta Széki Aladár.)